# Oliver Pilz
Oliver Pilz (* 1976) ist ein deutscher Klassischer Archäologe.

## Leben
Von 1996 bis 2002 studierte er Klassische Archäologie, Alte Geschichte und Mittelalterliche Geschichte an der Universität Jena. 2004 bis 2008	war er wissenschaftliche Hilfskraft an der Abteilung Athen des Deutschen Archäologischen Instituts. 2008 wurde er bei Uta Kron an der Universität Jena promoviert. Von 2008 bis 2017 war er wissenschaftlicher Mitarbeiter am Arbeitsbereich Klassische Archäologie der Universität Mainz, wo er sich 2017 im Fach Klassische Archäologie auch habilitierte. Seit 2019 war er als DAAD-Langzeitdozent Professor für Klassische Archäologie am Department of Archaeology, School of Archaeology and Tourism der Universität von Jordanien in Amman. Im Februar 2022 wurde er zum zweiten Direktor der Abteilung Athen des Deutschen Archäologischen Instituts gewählt.
Seine Forschungsschwerpunkte sind antike Heiligtümer und Kulte, Ikonographie der griechischen Kunst, Terrakottaplastik der geometrischen bis hellenistischen Zeit und griechische und römische Urbanistik.

## Schriften (Auswahl)
- Frühe matrizengeformte Terrakotten auf Kreta. Votivpraxis und Gesellschaftsstruktur in spätgeometrischer und früharchaischer Zeit. bibliopolis, Möhnesee 2011, ISBN 978-3-933925-89-3 (Dissertation).
- mit Mirko Vonderstein (Hrsg.): Keraunia. Beiträge zu Mythos, Kult und Heiligtum in der Antike. De Gruyter, Berlin 2011, ISBN 3-11-027007-2.
- mit Gunnar Seelentag (Hrsg.): Cultural Practices and Material Culture in Archaic and Classical Crete. Proceedings of the international conference, Mainz, May 20–21, 2011. De Gruyter, Berlin 2014, ISBN 3-11-033179-9.
- Kulte und Heiligtümer in Elis und Triphylien. Untersuchungen zur Sakraltopographie der westlichen Peloponnes. De Gruyter, Berlin 2020, ISBN 3-11-060832-4 (Habilitationsschrift).